# Xingu
Xingu (portugalsky Rio Xingu, španělsky Río Xingú) je řeka v Jižní Americe v Brazílii ve státech Mato Grosso, Amazonas a Pará. Je 1980 km dlouhá. Povodí má rozlohu 513 000 km². Patří mezi nejvýznamnější přítoky Amazonky.

## Průběh toku
Pramení pod jménem Culueni na východě vysočiny Mato Grosso. Protíná severní část Brazilské vysočiny, přičemž v těch místech představuje mohutný, bouřlivý tok s peřejemi a vodopády. Pod posledním prahem vtéká do Amazonské nížiny, kde vytváří estuár dlouhý 160 km a široký 8 až 12 km. Ústí zprava do Amazonky.

### Přítoky
Hlavním přítokem je Iriri zleva.

## Vodní režim
Zdrojem vody jsou dešťové srážky. K nejvyššímu vzestupu hladiny dochází v období od prosince do května. Vzhledem k přesným měřením průtoku v místech energetického využití, které se nalézá v místech, kde povodí řeky dosahuje 90 % povodí celkového, lze na rozdíl od ostatních přítoků Amazonky považovat odhad průtoku v ústí 9 680 m3/s za velmi věrohodný. Průtok řeky v průběhu roku vykazuje veliké rozdíly od stovek po 30 000 m3/s. Deseti tisíciletý průtok je odhadnut na 68 000 m3/s.

## Využití

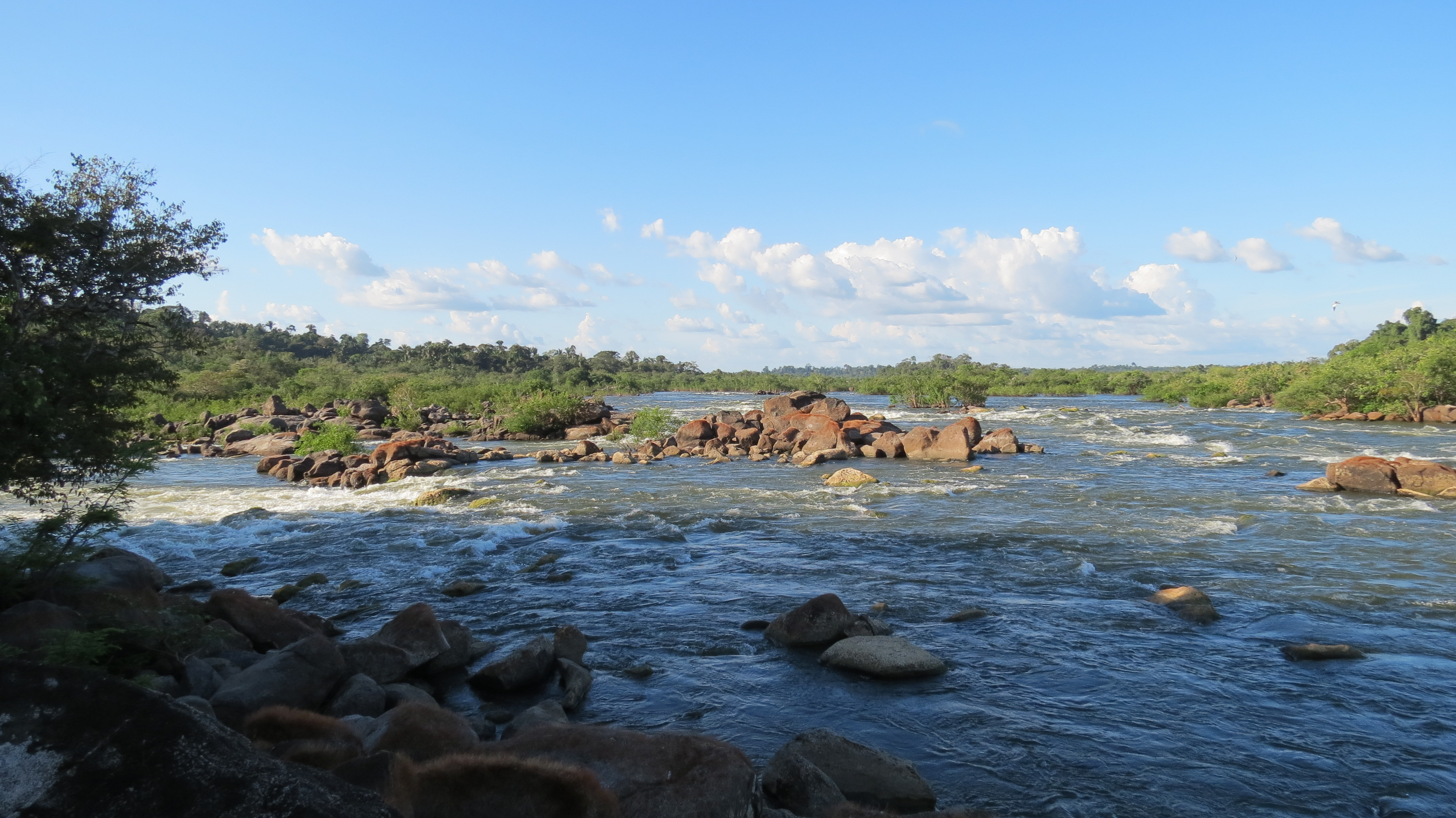
Derivační řešení elektrárny Belo Monte umožňuje zachování prahů na řece, které jsou jejím nejkrásnějším úsekem. Bouřlivý tok probíhá v délce přes 80 km v řečišti o šířce až 5 km.

Vodní doprava je možná v délce 190 km především v estuáriu. V místech, kde řeka klesá z Brazilské vysočiny do Amazonské pánve byl vybudován obří hydrenergetický komplex Belo Monte, který využívá části průtoku řeky, odvedené 20 km dlouhým a 25 m hlubokým derivačním kanálem. Toto řešení umožňuje zachování původního řečiště v celé délce klesání. Vodní elektrárna Belo Monte zajišťuje 11 % brazilské spotřeby elektrické energie a patří mezi největší vodní elektrárny na světě.